# Día Internacional de la Fascinación por las Plantas
El Día Internacional de la Fascinación por las Plantas (Fascination of Plants Day, o por su acrónimo, FoPD), es un día conmemorativo celebrado el 18 de mayo y creado bajo el alero de la Organización Europea para la Ciencia de las Plantas (EPSO) , el cual invita a centros de investigación, museos, empresas, colegios y universidades alrededor de todo el mundo a participar de su iniciativa.
El Día Internacional de la Fascinación por las Plantas tiene como objetivo principal fomentar el interés e intercambio de información referente a las plantas al mayor número posible de personas, con el fin de que queden “fascinadas” y concientizadas sobre la importancia de las ciencias de las plantas para la agricultura, producción de alimentos, la horticultura y todos los productos derivados de las plantas como el papel, la madera, los productos químicos y los productos farmacéuticos.
La creación de esta efeméride data desde el 2012, año en el que la Organización Europea para la Ciencia de las Plantas (EPSO) decidió divulgar la iniciativa “con el fin de plantar una semilla que germine en la mente colectiva”.

## Importancia de las plantas
Se estima que en el Planeta Tierra existen unas 250.000 especies vegetales. Además, las plantas son los únicos seres vivos autótrofos, es decir, seres capaces de transformar la energía del sol en energía química. Es decir, son capaces de fabricar materia orgánica a partir de fuentes totalmente inorgánicas y con ello auto sustentarse.
Gracias a esto, funcionan como alimento para diversas especies animales, siendo responsables de una buena parte de la biomasa y sirviendo como base de las cadenas tróficas o cadenas alimenticias.
Las plantas son también las responsables de nuestra atmósfera rica en oxígeno, ya que lo producen como residuo de la fotosíntesis. 

### ¿Quién puede participar de esta iniciativa?
Todo el mundo está invitado a participar de esta efeméride, ya que su objetivo es la difusión de la importancia que tienen las plantas para nuestro diario vivir. 
Actualmente, 47 países se han adherido a su conmemoración, además de diversas instituciones educativas alrededor del mundo, que festejan incluso una semana entera.

### ¿Qué se puede realizar durante este día?
Durante esta efeméride se realizan muchas actividades en diversos lugares del mundo, las cuales pueden variar desde charlas educativas, juegos recreativos, conferencias, seminarios y/o de difusión o cualquiera que se relacione con la cultura científica y que abarque a las plantas.
La Universidad de Concepción desde el año 2017 celebra este día con eventos presenciales que incluyen conversatorios, una visita guiada por el herbario de la universidad y sorteo de libros de botánica o diversas especies de plantas.